# Lukavec (żupania varażdińska)
Lukavec – wieś w Chorwacji, w żupanii varażdińskiej, w mieście Ivanec. W 2011 roku liczyła 141 mieszkańców.